# 劉仕階
劉仕階（？—？），字以學，江西南昌府南昌縣人，民籍，明朝政治人物。

## 生平
嘉靖二十五年（1546年）丙午科江西鄉試第五十五名舉人。嘉靖四十一年（1562年）中式壬戌科會試第八十四名，三甲第六十名進士。授丹徒县知县。

## 家族
曾祖劉傑友；祖父劉伯暘；父劉廷山，母蕭氏。永感下。